# Victory Tischler-Blue
Victory Tischler-Blue (Newport Beach, California, 16 de septiembre de 1959) es una directora y productora de cine, música y actriz estadounidense. Nació y se crio en Newport Beach, California. Tischler-Blue empezó a trabajar en la industria del entretenimiento a los 17 años, usando el nombre de Vicki Blue como bajista de la banda de rock The Runaways. Tras su salida de la banda, interpretó a Cindy en la popular película de Rob Reiner This Is Spinal Tap.
En 2004 Tischler-Blue dirigió y produjo el documental Edgeplay: A Film About the Runaways, basado en la historia de The Runaways, banda de la que fue parte en la década de 1970. En la película de 2010 The Runaways, protagonizada por Kristen Stewart, Dakota Fanning y Michael Shannon, se cita a Edgeplay de Tischler-Blue como una inspiración para los elementos mostrados en la película.

## Filmografía
| Año  | Película                            | Rol        | Notas |
| ---- | ----------------------------------- | ---------- | ----- |
| 1984 | This is Spinal Tap                  | Cindy      |       |
| 1987 | The Return of Bruno                 | Ella misma |       |
| 2005 | Edgeplay: A Film About the Runaways | Ella misma |       |